# They’re Either Too Young or Too Old
They’re Either Too Young or Too Old ist ein Lied, das im Jahr 1943 von Frank Loesser und Arthur Schwartz geschrieben wurde. In der von Bette Davis gesungenen Version wurde es in dem Film Thank Your Lucky Stars als Filmsong verwendet. Das Lied war bei der Oscar-Verleihung 1944 in der Kategorie Bester Song nominiert.
In dem Lied beklagt sich Bette Davis darüber, dass ihr Mann für den Kriegsdienst eingezogen wurde und die einzigen Männer, die noch da sind, entweder zu jung oder zu alt sind.
Für Frank Loesser war es der erste größere Erfolg. Das Lied wurde ein Nummer-eins-Hit in der Lucky Strike Hit Parade und wurde von Davis viele Male gesungen. Eine Cover-Version stammt von Kitty Kallen und dem Jimmy Dorsey Orchestra.